# Aspidosperma ramiflorum
Aspidosperma ramiflorum är en oleanderväxtart som beskrevs av Müll. Arg.. Aspidosperma ramiflorum ingår i släktet Aspidosperma och familjen oleanderväxter. Inga underarter finns listade i Catalogue of Life.